# ウェルズ (メイン州)
ウェルズ（英: Wells）は、アメリカ合衆国メイン州のヨーク郡にある町。人口は1万1314人（2020年）。1643年に設立され、メイン州では古い方から3番目の町である。夏の休暇を過ごす観光地として人気がある。

## 歴史
アベナキ族インディアンがこの地域をウェバネットと呼んでおり、「清澄な流れで」という意味であり、ウェバネット川のことを言っていた。イングランドの毛糸生産地ティッチフィールドからの移民であるエドマンド・リトルフィールドが、ウェバネット川沿いのウェルズの新しい土地に最初の製粉所を建設し、後には毛糸工場を建設したことで「ウェルズの父」と呼ばれた。現在そこには地域へのリトルフィールドの貢献を記念した記念碑がある。1622年、イングランドのプリマス会社がメインの領主フェルディナンド・ゴージズ卿にウェルズ・プランテーションを含む領土を与えた。ゴージズの若い従弟トマス・ゴージズが副官と代理人として行動し、1641年にはニューハンプシャーのエクセターから来たジョン・ウィールライトなど開拓者に、オガンクイット川の北東からケネバンク川の南西までの土地に入植させる権利を与えた。1647年にフェルディナンド・ゴージズが死んだ後、マサチューセッツ湾植民地がメインの領有権を登録した。1653年、ウェルズは法人化されて、メインでは3番目の町となり、イングランドのサマセットにある小さな大聖堂のある都市ウェルズに因んで名付けられた。この時はケネバンクの町を含んでいたが、メインが州に昇格した1820年に分離した。また1913年にメイン州議会からウェルズの中のビレッジに指定されていたオガンクィット町は、1980年に分離した。
ウェルズはイングランド人開拓者の伸び縮みする北東部フロンティアにあった。アカディアと呼ばれるヌーベルフランスの領土と考えられる所に、ニューイングランドから侵入してくることに不満を持っていたフランス人と同盟するインディアンから攻撃される可能性があったので、幾つかの砦や駐屯地を除けば、ウェルズより北のメインを植民地化する初期の試みは放棄されたままだった。ウェルズは1692年のウェルズ襲撃を始め3度の攻撃を受けた。しかし、1745年のルイブールの戦いの後は危険性が無くなった。
ウェルズの初期開拓者の多くが大陸軍に加わり、サミュエル・グーチ大尉、ナサニエル・リトルフィールド大尉、ジェレマイア・ストーラー大尉など独立戦争の英雄になった。ポスト道路沿いにあるオーシャンビュー墓地には、南北戦争の記念碑があり、従軍した者の名が記されている。ポスト道路からサンフォード道路にファウンダーズ公園があり、歩道、ピクニック場がある他、最初の開拓地の家屋も残っている。ここの記念碑には町の設立者家族の名前が記されている。
ウェルズの町は農業社会として発展し、干し草や野菜を育てた。その他に造船業や漁業が栄えた。19世紀、鉄道が開通し、町の美しい海浜に観光客が訪れるようになった。海岸沿いに多くの宿屋やホテルが建設された。今日、観光業は地域経済で重要な地位を占めている。

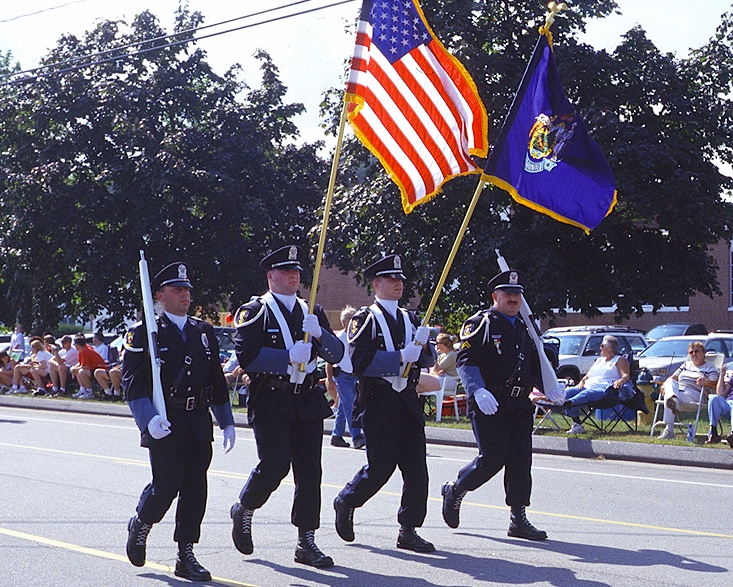
ウェルズ設立350周年を祝うパレードで更新するウェルズ警察署員

2003年、ウェルズは設立350周年を祝った。この1年間を通じた祝祭では、大晦日の花火大会、パレード、巡回中のロシア・サーカスの訪問、コンサート、歴史的行事の再現などがあった。町は祝祭委員会の委員クリスティ・ボースとに、町旗をデザインするよう発注した。そのデザインは町の開拓と建築物の歴史的な面を取り入れ、さらに2003年の町役場と列車による観光に焦点を当てた。またこのプロジェクトのために作られたモットー、「過去を誇り、未来に備える」も表示された。

## 地理

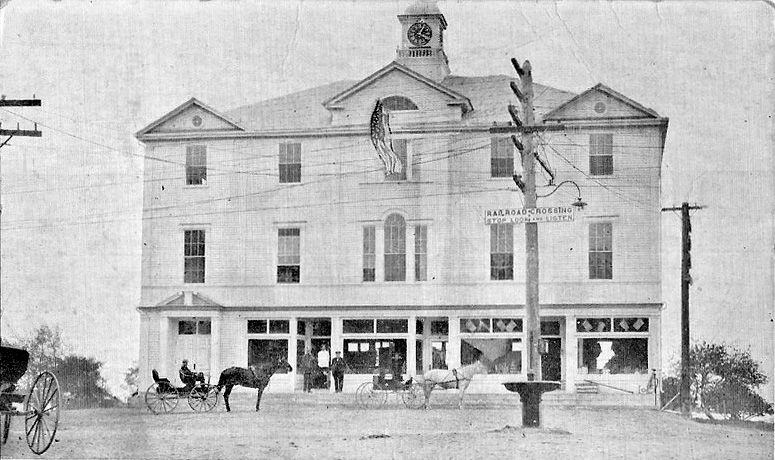
ウェルズ町役場、1922年

ウェルズはメイン州南部海岸にあり、北東はケネバンク町、北西はサンフォード市、西はノースバーウィック町、南西はサウスバーウィック町、南はオガンクィット町に接している。
アメリカ合衆国国勢調査局に拠れば、市域全面積は73.61平方マイル (190.65 km2)であり、このうち陸地57.55平方マイル (149.05 km2)、水域は16.06平方マイル (41.60 km2)で水域率は21.82%である。ウェルズ市内をウェバネット川が流れている。
ウェルズは、ポートランド・サウスポートランド・ビデフォード大都市圏に属している。

## 交通

### 鉄道

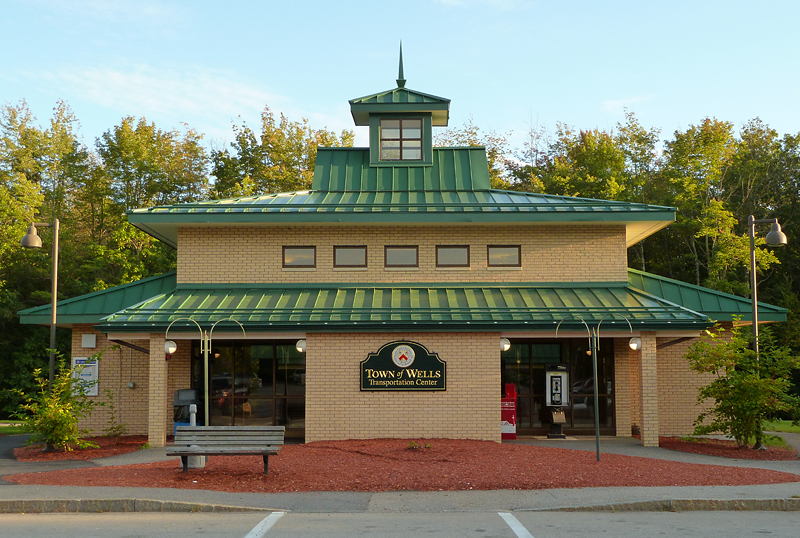
ウェルズ駅

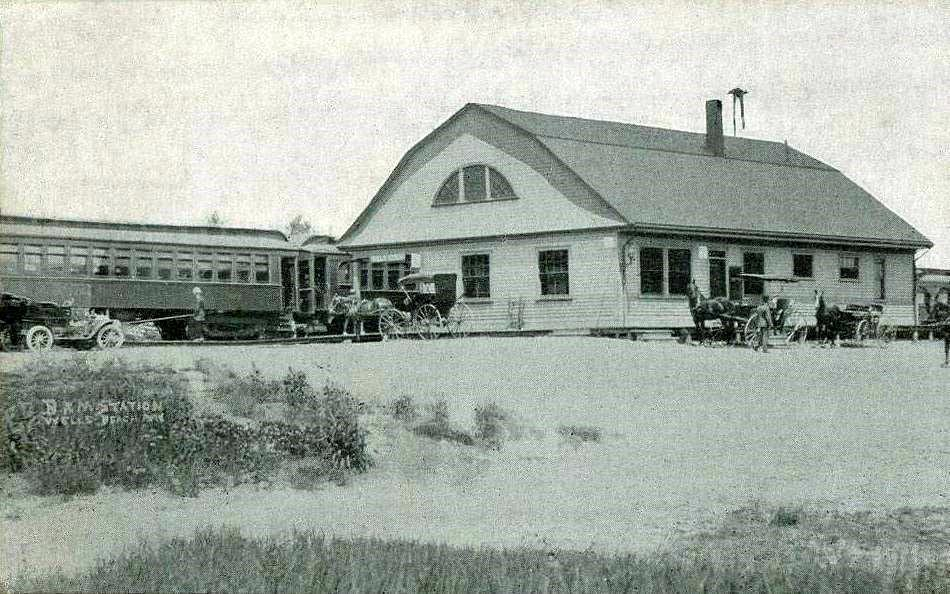
ボストン・アンド・メイン鉄道駅（1910年）

アムトラックのウェルズ駅はサンフォード・ロード696にある。ブランズウィックとボストン間の昼行中距離列車ダウンイースター号が1日5往復停車する。当駅は州間高速道路95号線に近く、パーク・アンド・ライド方式の駐車場もある。

### 道路
ウェルズと他の町を繋ぐ回廊は下記の通りである。
- 州間高速道路95号線（メイン・ターンパイク、出口19）
- アメリカ国道1号線
- メイン州道9号線
- メイン州道9号線代替路
- メイン州道109号線
- パンナム鉄道本線（元ボストン・アンド・メイン鉄道）
- イースタン・トレイル[10]、多目的トレイル、イーストコースト・グリーンウェイの一部

## 教育

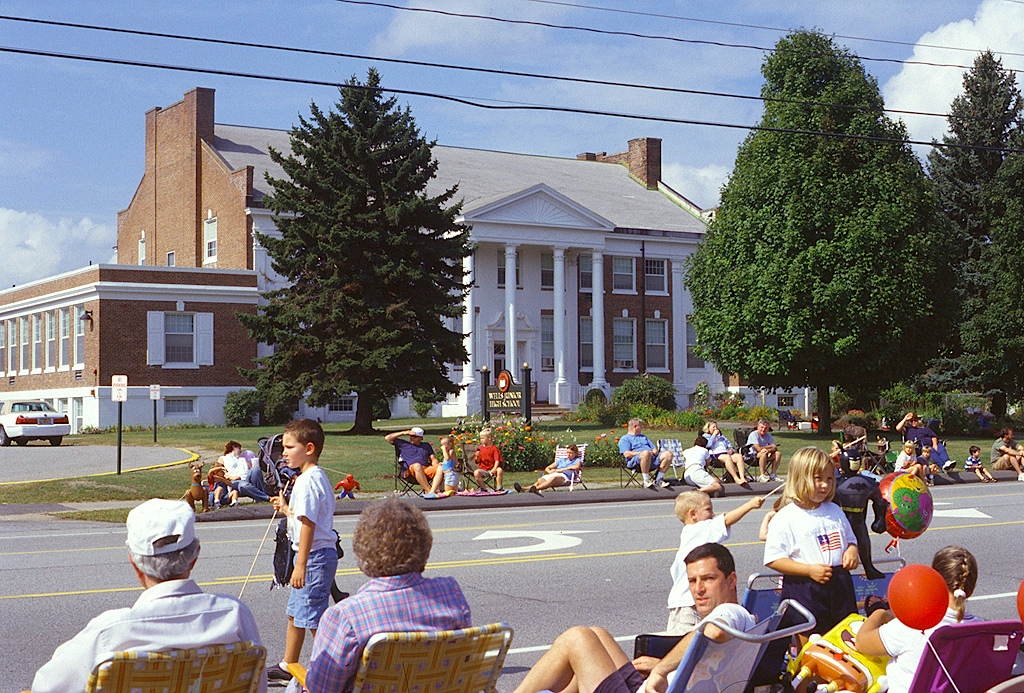
ウェルズ・ジュニア高校、1937年に3番目のウェルズ高校として建設された

ウェルズ町内には教育機関が4つある。ウェルズ小学校（幼稚園から4年生）、ウェルズ・ジュニア高校（5年生から8年生）、ウェルズ高校（9年生から12年生、成人教育も担当）、およびヨーク郡コミュニティカレッジである。
ウェルズはウェルズ・オガンクィット・コミュニティ教育学区に入っている。

## 礼拝所
バプテスト
- ハイパイン・バプテスト教会[11]
- ウェルズ・ブランチ・バプテスト教会[12]

キリスト教、各宗派共通
- メサイア・キリスト教会[13]

チャーチ・オブ・ザ・ナザレン

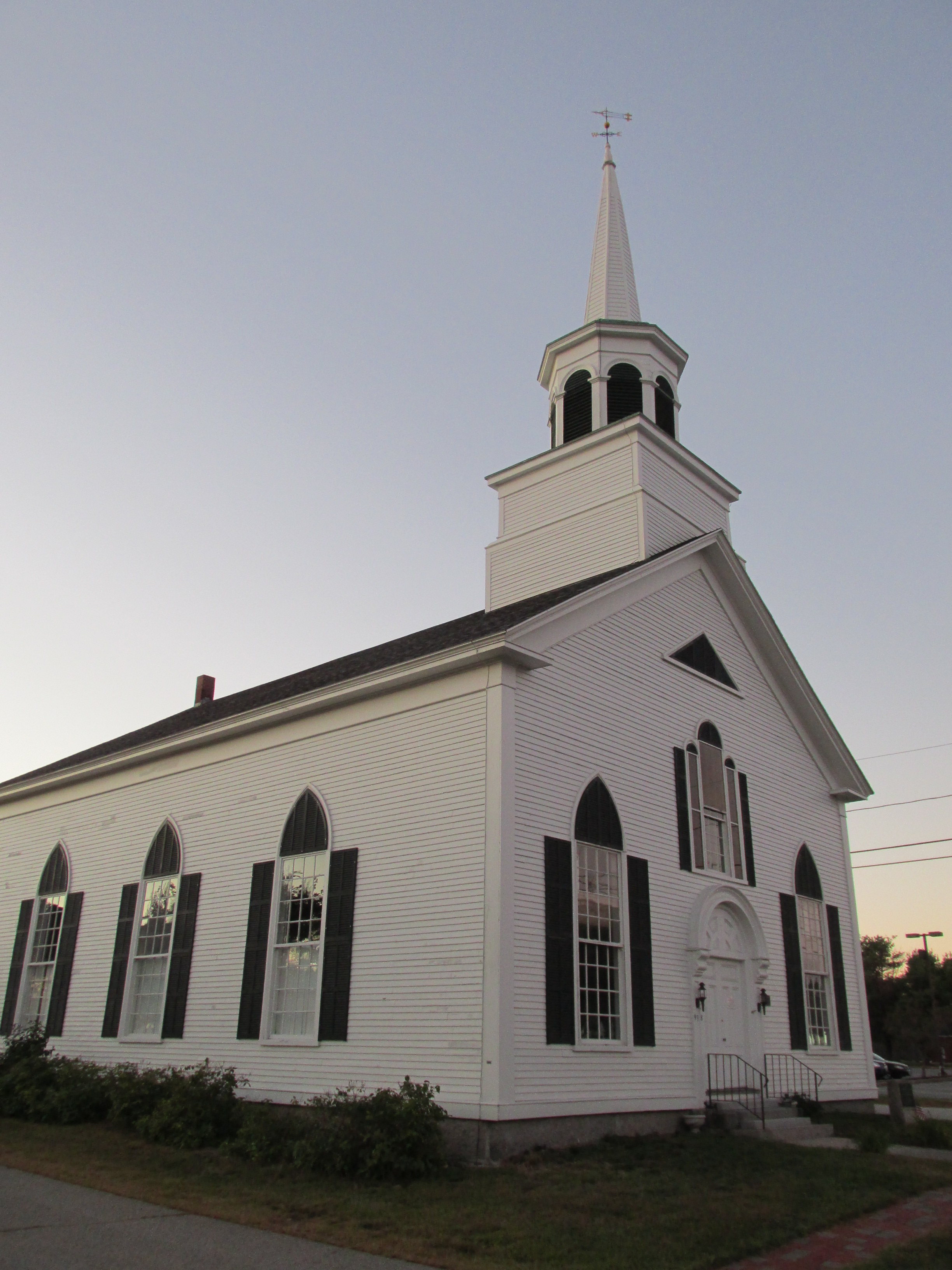
第一会衆派教会、現在は集会所博物館

- ライトハウス・チャーチ・オブ・ザ・ナザレン[14]

ペンテコスタル
- マウント・ザイオン礼拝堂[15]

ローマ・カトリック
- セントメアリーズ教会[16]

ユナイテッド・チャーチ・オブ・クライスト
- ウェルズ会衆派教会[17]

## 見どころ

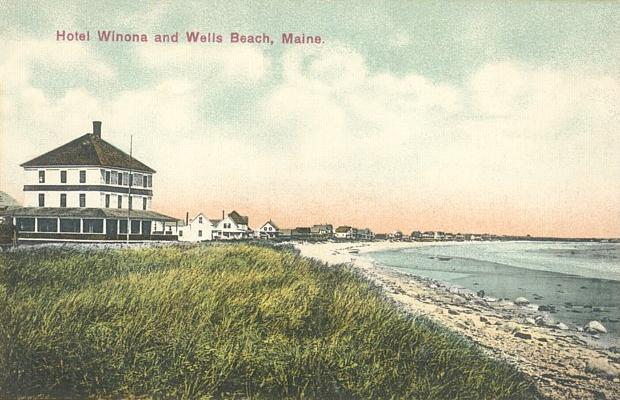
ウェルズ・ビーチ、1908年

- ビーチは総延長7マイル (11 km) あり、公営駐車場を備えている。ドレイクス島ビーチ、東海岸ビーチ、ウェルズ・ビーチと民営のムーディ・ビーチがある
- 「アンティークス・マイル」 - ポスト道路のウェルズ・センターとウェルズとケネベック町境線の間に多くのアンティークな屋台が並ぶ[18]
- ディビジョン9校舎博物館[19]
- ウェルズ・アンド・オガンクィット歴史協会 - 集会所博物館と図書館[20] - ウェルズの第一会衆派教会だった建物を使っている
- メイン・ダイナー
- レイチェル・カーソン国定野生生物保護区
- ウェルズ・ファーマーズマーケット[21]
- ウェルズ港コミュニティ公園[22]
- ウェルズ港サマー・コンサート・シリーズ[23]
- ウェルズ国定河口研究保存地と歴史あるラウドホーム農園[24]
- ウェルズ公共図書館[25]
- ワンダー・マウンテン・ファン公園[26]

## 人口動態

### 2010年国勢調査
以下は2010年国勢調査による人口統計データである。
| 基礎データ - 人口: 9,589 人 - 世帯数: 4,120 世帯 - 家族数: 2,734 家族 - 人口密度: 64.3人/km2（229.2 人/mi2） - 住居数: 8,557 軒 - 住居密度: 57.4 軒/km2（148.7 軒/mi2） 人種別人口構成 - 白人: 97.2% - アフリカン・アメリカン: 0.5% - ネイティブ・アメリカン: 0.2% - アジア人: 0.6% - その他の人種: 0.2% - 混血: 1.3% - ヒスパニック・ラテン系: 1.2% | 年齢別人口構成 - 18歳未満: 18.6% - 18-24歳: 5.4% - 25-44歳: 20.2% - 45-64歳: 34.8% - 65歳以上: 21% - 年齢の中央値: 49歳 - 性比（女性100人あたり男性の人口） - 総人口: 93.4 世帯と家族（対世帯数） - 18歳未満の子供がいる: 24.5% - 結婚・同居している夫婦: 54.6% - 未婚・離婚・死別女性が世帯主: 8.1% - 非家族世帯: 33.6% - 単身世帯: 26.2% - 65歳以上の老人1人暮らし: 11.4% - 平均構成人数 - 世帯: 2.30人 - 家族: 2.77人 |

### 2000年国勢調査
以下は2000年国勢調査による人口統計データである。
| 基礎データ - 人口: 9,400 人 - 世帯数: 4,004 世帯 - 家族数: 2,690 家族 - 人口密度: 63.0人/km2（163.1 人/mi2） - 住居数: 7,794 軒 - 住居密度: 52.2軒/km2（135.2 軒/mi2） 人種別人口構成 - 白人: 98.18% - アフリカン・アメリカン: 0.23% - ネイティブ・アメリカン: 0.20% - アジア人: 0.48% - 太平洋諸島系: 0.01% - その他の人種: 0.14% - 混血: 0.76% - ヒスパニック・ラテン系: 0.64% 年齢別人口構成 - 18歳未満: 21.0% - 18-24歳: 5.6% - 25-44歳: 26.4% - 45-64歳: 30.2% - 65歳以上: 16.9% - 年齢の中央値: 43歳 - 性比（女性100人あたり男性の人口） - 総人口: 94.8 - 18歳以上: 92.0 | 世帯と家族（対世帯数） - 18歳未満の子供がいる: 25.6% - 結婚・同居している夫婦: 57.7% - 未婚・離婚・死別女性が世帯主: 6.7% - 非家族世帯: 32.8% - 単身世帯: 26.3% - 65歳以上の老人1人暮らし: 11.0% - 平均構成人数 - 世帯: 2.35人 - 家族: 2.85人 収入と家計 - 収入の中央値 - 世帯: 46,314米ドル - 家族: 53,644米ドル - 性別 - 男性: 39,682米ドル - 女性: 28,463米ドル - 人口1人あたり収入: 23,130米ドル - 貧困線以下 - 対人口: 5.4% - 対家族数: 3.1% - 18歳未満: 3.6% - 65歳以上: 5.6% |

## 著名な出身者
- ジョン・ウィールライト、聖職者、ウェルズの初期開拓者

## ギャラリー

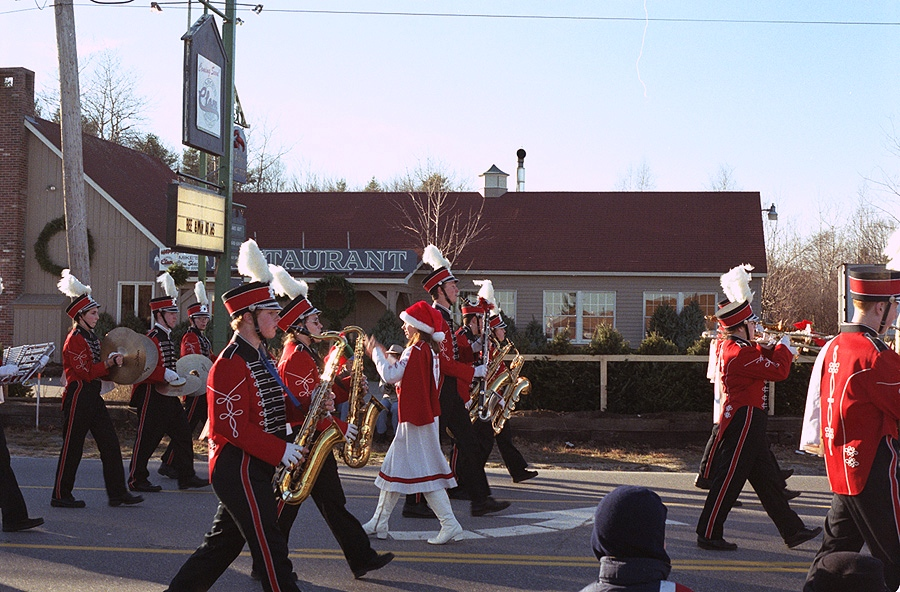
ウェルズ高校マーチングバンド
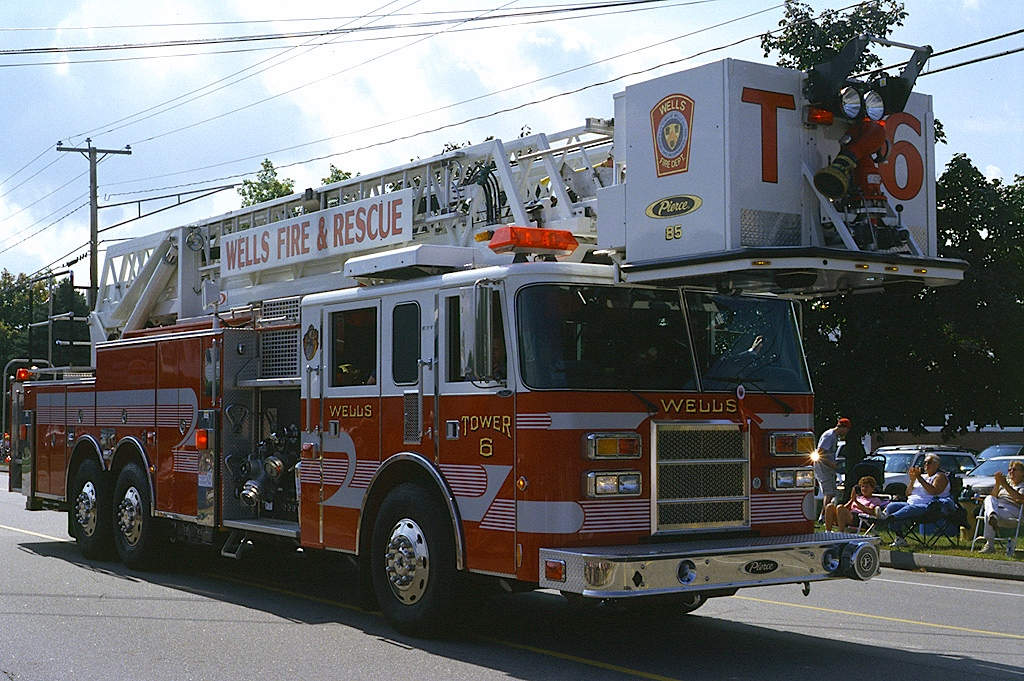
ウェルズ消防署梯子車#6
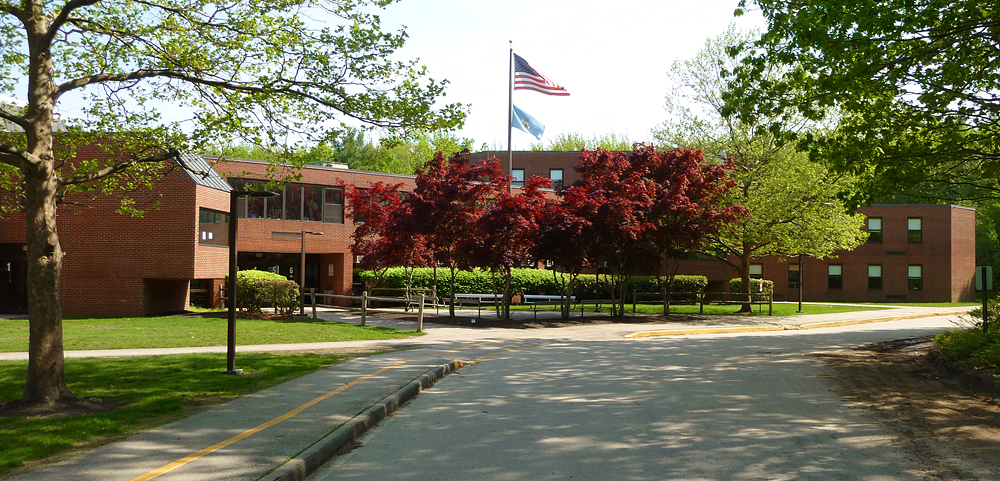
ウェルズ高校
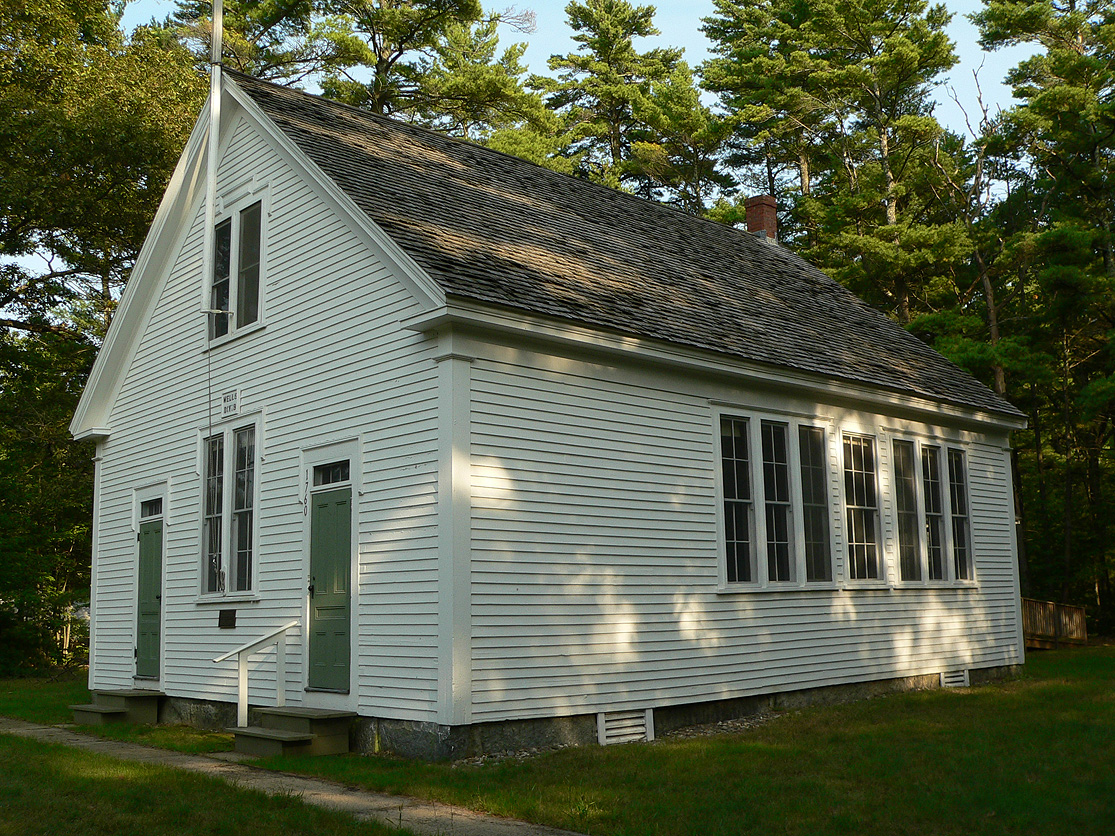
ウェルズに多かった教室1つだけの学校、博物館として保存されている
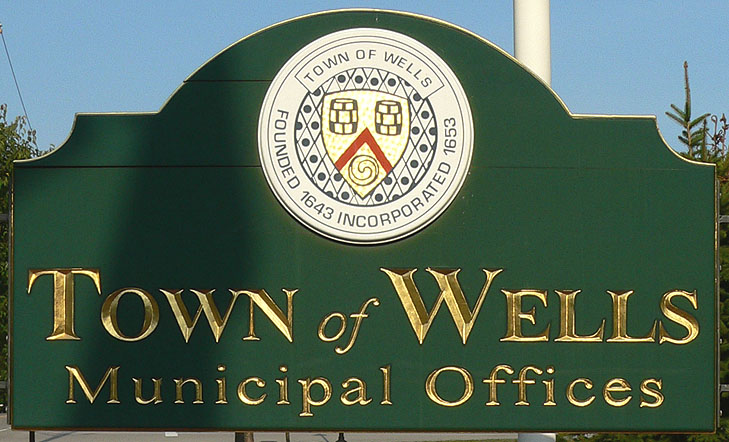
町役場の標識
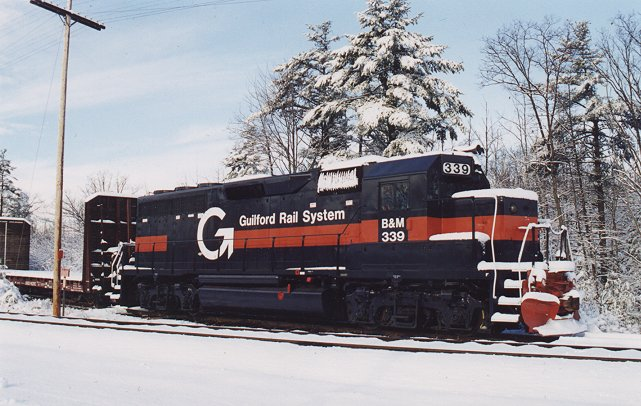
ウェルズ産業公園の貨物列車
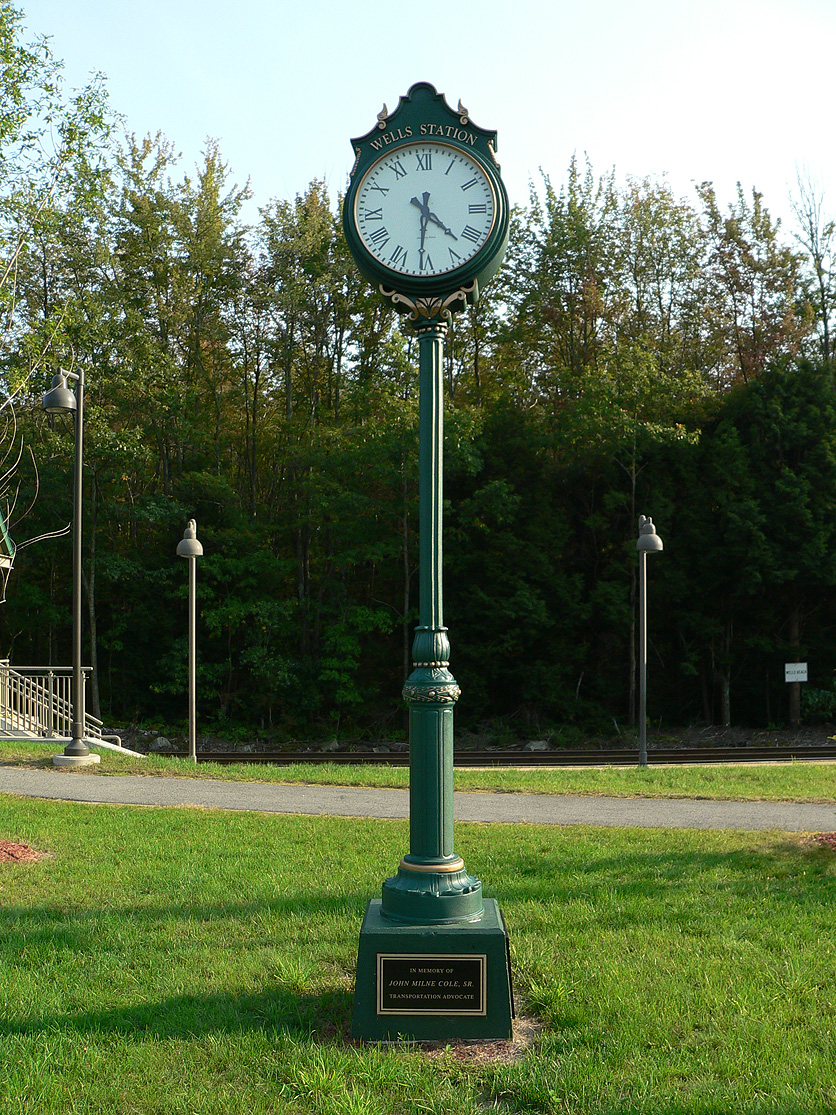
鉄道駅近くの記念時計
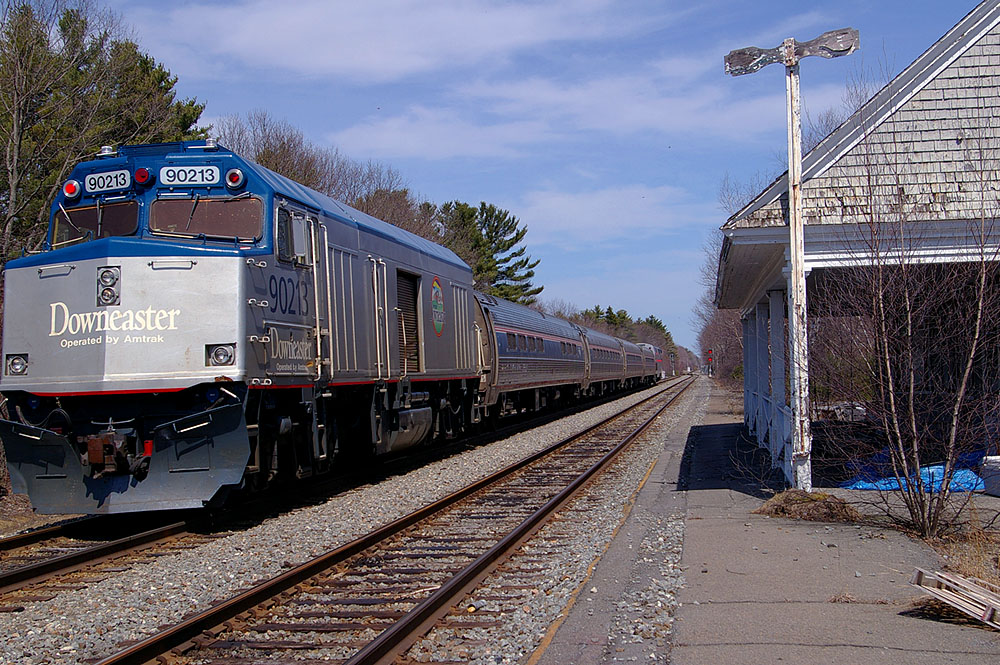
「ダウンイースター」、元のウェルズ・ビーチ駅近くを通過中
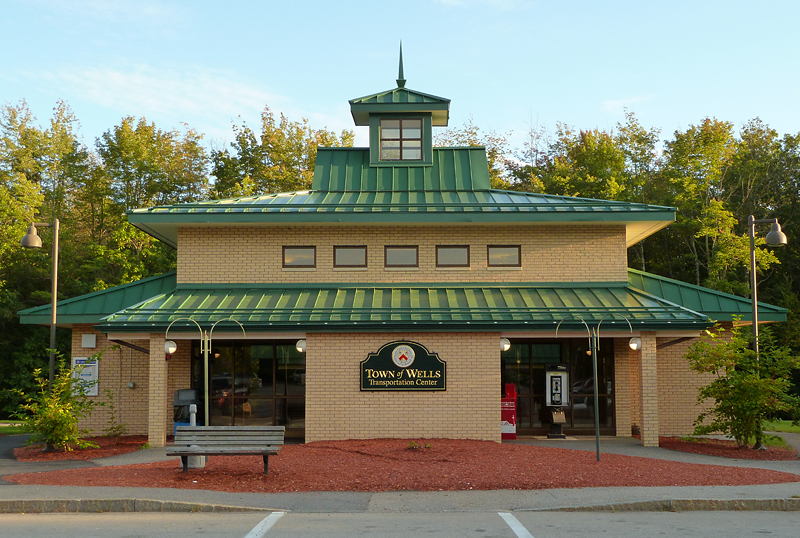
ウェルズ鉄道駅
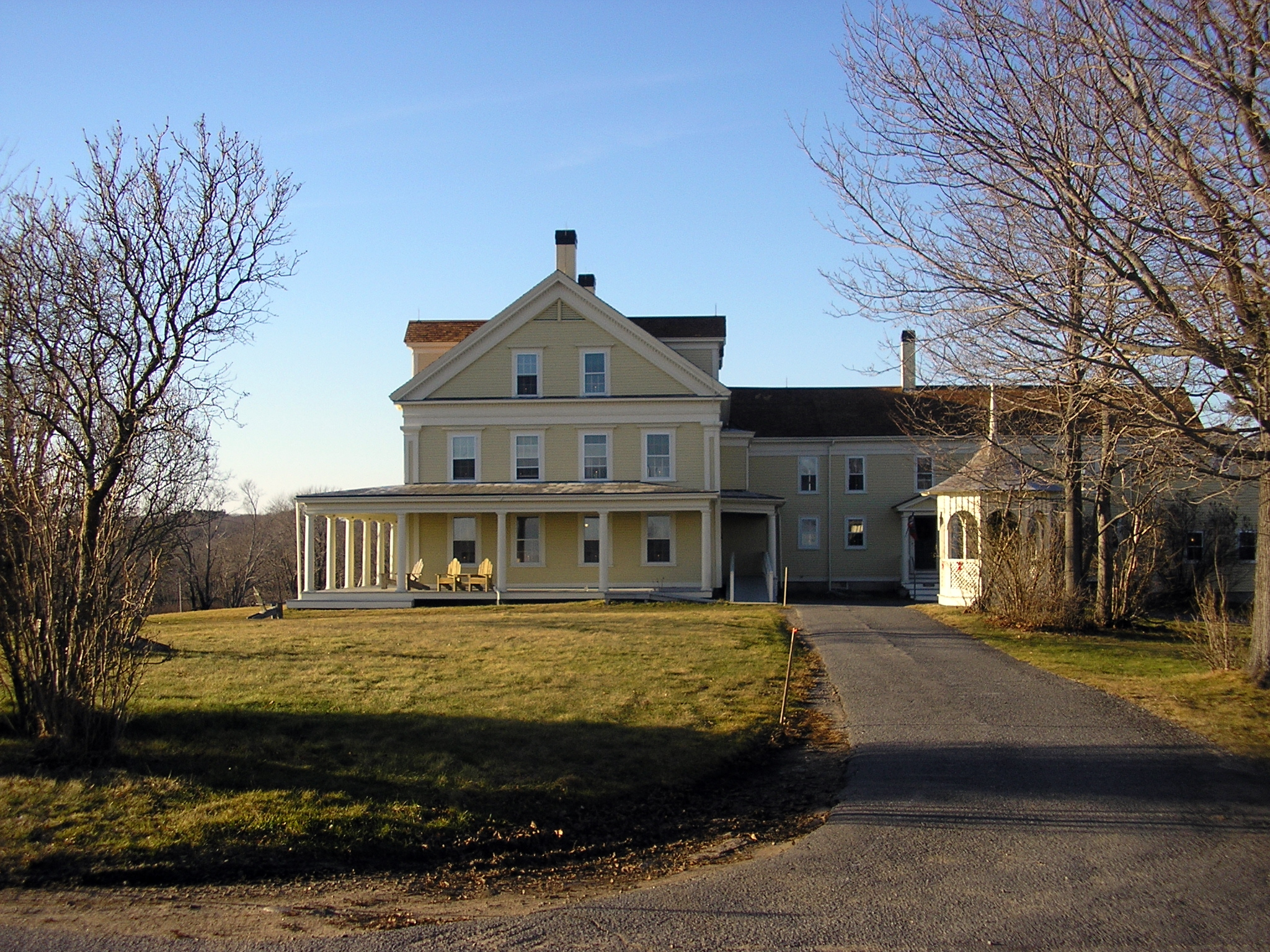
ラウドホーム農園
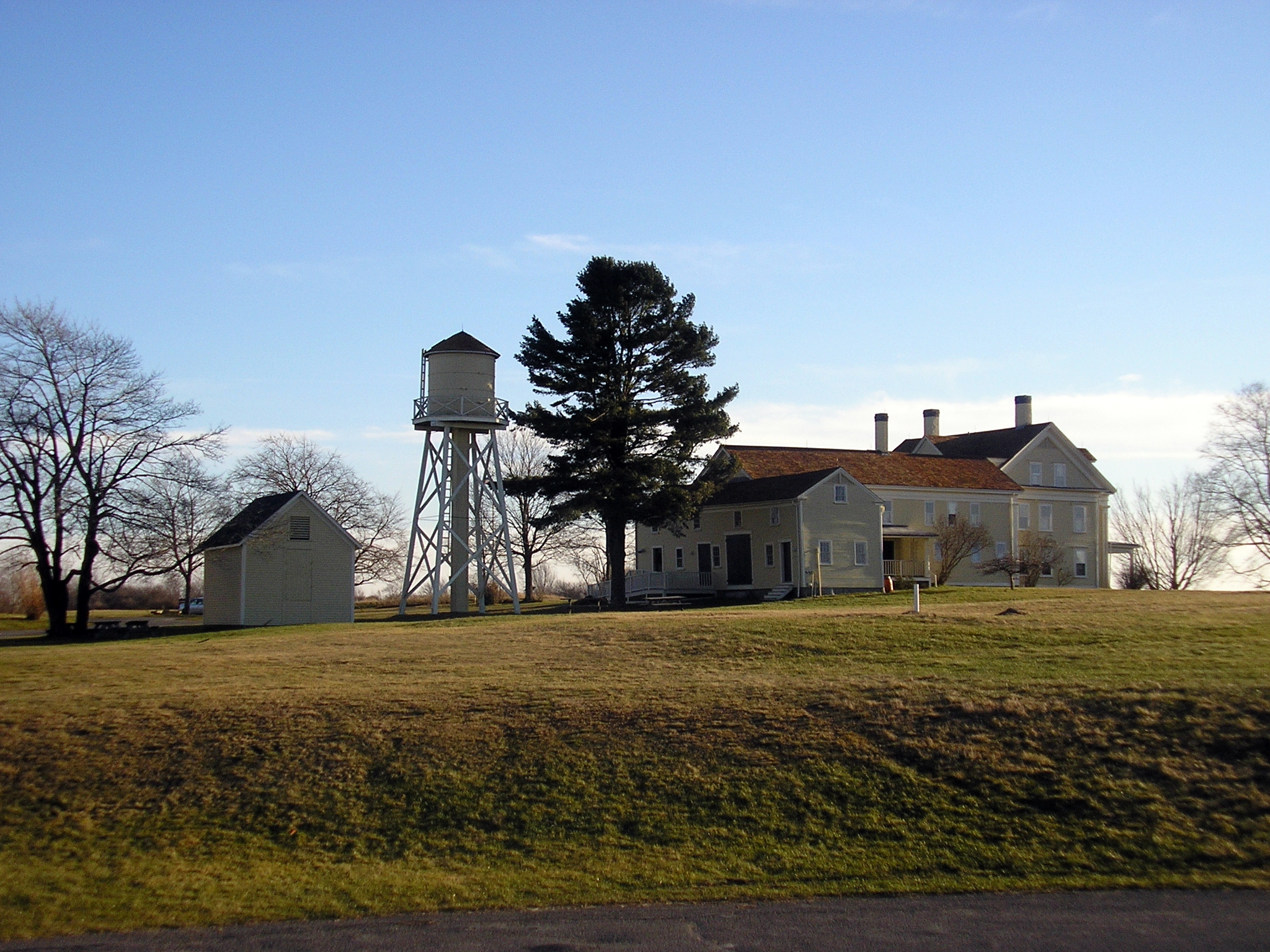
ラウドホーム母屋
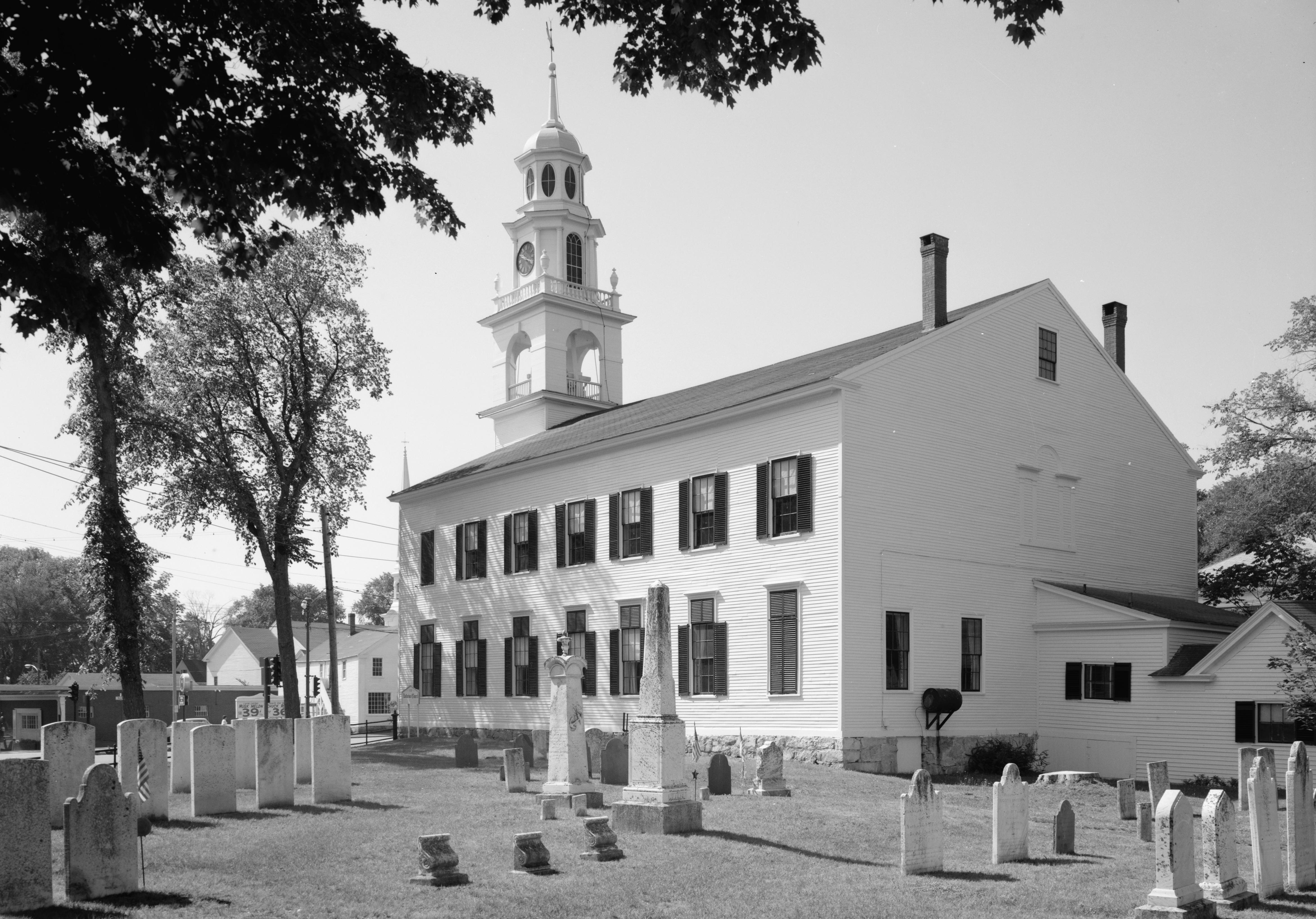
第一パリッシュ・ユニタリアン・ユニバーサリスト教会、ケネバンクがまだ町内に入っていた1749年建設
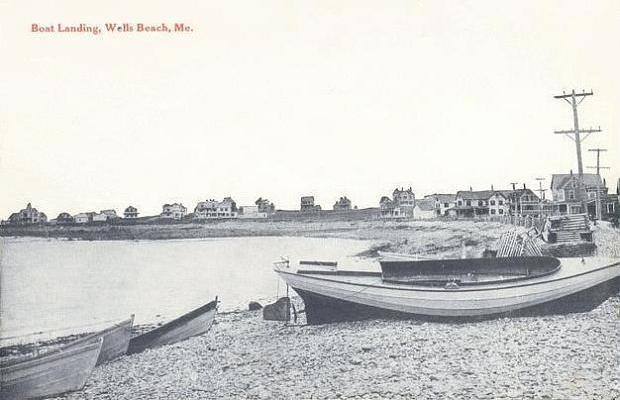
ボート揚陸場、1916年